# 非難
非難（ひなん、英：Blame）とは、人の欠点や過失・誤った言動などを取り上げて責めること。類語とし、糾弾などがある。

## 神経学
非難は、テンポラルテリトリー接合(TPJ)における脳活動を含むように関連している。扁桃は我々は肯定的な行動に応答するときではなく 我々が他の人を責めるときに見つかる。